# ジョン・シュレシンジャー
ジョン・シュレシンジャー（John Schlesinger、CBE、1926年2月16日 - 2003年7月25日）は、イギリスの映画監督。本名はジョン・リチャード・シュレシンジャー（John Richard Schlesinger）。

## 来歴
ロンドン出身。ユダヤ系の家庭に生まれる。オックスフォード大学のベリオール・カレッジ在学中から写真や映画に興味を持ち、短編映画を製作。卒業後、BBCでドキュメンタリー番組を手がけるようになる。
1960年に制作した短編ドキュメンタリー『Terminus』で英国アカデミー賞を受賞。1962年の恋愛映画『或る種の愛情』ではベルリン国際映画祭金熊賞を受賞。1964年の『ダーリング』ではジュリー・クリスティにオスカーをもたらした。
1969年の『真夜中のカーボーイ』ではアカデミー監督賞を受賞。この作品はアメリカン・ニュー・シネマの重要な作品と見られている。
その後、ロイヤル・シェイクスピア・カンパニーやナショナル・シアターで舞台演出、コヴェントガーデン王立歌劇場などでオペラ演出も手がける。
2003年に脳梗塞が元で死去。パートナーであった写真家のMichael Childersに看取られて亡くなった。

## 主な作品
- 或る種の愛情 A Kind of Loving（1962）
- うそつきビリー Billy Liar（1963）
- ダーリング Darling（1964）
- 遥か群衆を離れて Far from the Madding Crowd（1967）
- 真夜中のカーボーイ Midnight Cowboy（1969）
- 日曜日は別れの時 Sunday Bloody Sunday（1971）
- 時よとまれ、君は美しい/ミュンヘンの17日 Visions of Eight（1973）
- イナゴの日 The Day of the Locust（1975）
- マラソンマン Marathon Man（1976）
- ヤンクス Yanks（1979）
- フロリダ・ハチャメチャ・ハイウェイ Honky Tonk Freeway（1981）
- コードネームはファルコン The Falcon and the Snowman（1985）
- サンタリア 魔界怨霊 The Believers（1987）
- マダム・スザーツカ Madame Sousatzka（1988）
- パシフィック・ハイツ Pacific Heights（1990）
- クレーンの叫び The Lost Language of Cranes（1991） - テレビ映画、出演のみ
- 愛の果てに The Innocent（1993）
- セルロイド・クローゼット The Celluloid Closet（1995） - 出演のみ
- レイジング・ブレット 復讐の銃弾 Eye for an Eye（1996）
- スウィーニー・トッド The Tale of Sweeney Todd（1998） - テレビ映画
- 2番目に幸せなこと The Next Best Thing（2000）